# St. Winnow (St Winnow)

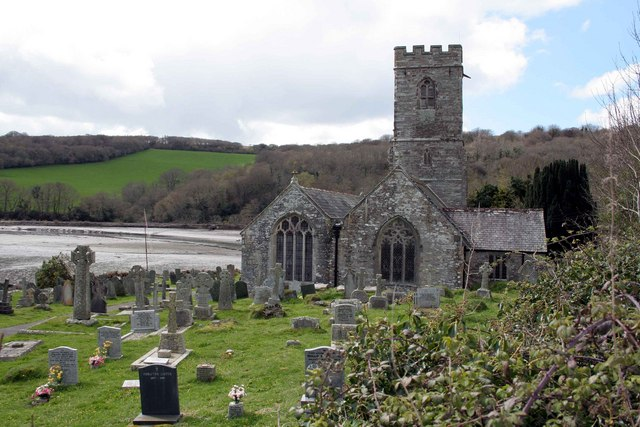
Kirche St. Winnow am River Fowey

St. Winnow ist eine anglikanische Pfarrkirche der Church of England in St Winnow, einer kleinen Ortschaft unmittelbar am Mündungsarm des River Fowey südlich von Lostwithiel in Cornwall. Die Kirche ist seit 1964 als Kulturdenkmal der Kategorie Grade I eingestuft. 

## Geschichte
Das Patrozinium der Kirche ist nicht geklärt. Sie ist entweder dem bretonischen Heiligen Guénolé (Englisch Winwaloe) oder dem heiligen Winoc geweiht. Das Guénolé-Patrozinium ist wahrscheinlicher, da durch die Missionstätigkeit von Mönchen der Abtei von Landévennec dem Heiligen eine Reihe von Kirchen in der Region geweiht sind.
Die Kirche geht möglicherweise auf einen Vorgängerbau des 7. Jahrhunderts zurück, der mit dem heiligen Winoc assoziiert wird. In der Nordwand des Langhauses, im nördlichen Querhaus sowie im Chor haben sich Spuren eines späteren normannischen Gotteshauses erhalten, das teilweise im 13. Jahrhundert umgebaut wurde. Der Turm, das südliche Seitenschiff sowie die Vorhalle entstanden vermutlich im 15. Jahrhundert. Teile des nördlichen Langhauses, des Querhauses und des Chores wurden im späten 19. Jahrhundert neu aufgemauert und dem Chor das große Ostfenster eingefügt.